# Dolomedes mizhoanus
Dolomedes mizhoanus là một loài nhện trong họ Pisauridae.
Loài này thuộc chi Dolomedes. Dolomedes mizhoanus được Kyukichi Kishida miêu tả năm 1936.